# 1459 Магнія
1459 Магнія (1459 Magnya) — астероїд головного поясу, відкритий 4 листопада 1937 року.
Тіссеранів параметр щодо Юпітера — 3,101.